# Gitarama
Gitarama er en by i det centrale Rwanda, med et indbyggertal (pr. 2002) på ca. 84.000. Byen er hovedstad i landets Muhanga-distrikt. Byen ligger ca. 40 kilometer sydvest for hovedstaden Kigali.